# Casale Foot Ball Club 1946-1947
Questa voce raccoglie le informazioni riguardanti  il Casale Foot Ball Club nelle competizioni ufficiali della stagione 1946-1947.

## Rosa
| N. |                   | Ruolo | Calciatore            |
| -- | ----------------- | ----- | --------------------- |
|    | Italia (bandiera) | C     | M. Amelotti           |
|    | Italia (bandiera) | C     | Alessandro Asiano     |
|    | Italia (bandiera) | A     | Giovanni Bacciarello  |
|    | Italia (bandiera) | A     | Gastone Benettoni     |
|    | Italia (bandiera) | C     | Arturo Biagi          |
|    | Italia (bandiera) | C     | Luciano Brovero       |
|    | Italia (bandiera) | C     | Ubaldo Coppo (II)     |
|    | Italia (bandiera) | A     | Stelvio Della Casa    |
|    | Italia (bandiera) | C     | Gaetano Fiorini (III) |
|    | Italia (bandiera) | A     | Mazzarello            |
|    | Italia (bandiera) | A     | Giovanni Operto (I)   |
|    | Italia (bandiera) | D     | Piero Operto (II)     |
|    | Italia (bandiera) | C     | Opezzo                |

| N. |                   | Ruolo | Calciatore         |
| -- | ----------------- | ----- | ------------------ |
|    | Italia (bandiera) | C     | Prospero Pavese    |
|    | Italia (bandiera) | A     | Emanuele Podestà   |
|    | Italia (bandiera) | C     | Oreste Prato       |
|    | Italia (bandiera) | C     | Pretto             |
|    | Italia (bandiera) | A     | Lino Rech          |
|    | Italia (bandiera) | P     | Vincenzo Reverchon |
|    | Italia (bandiera) | D     | Luigi Rossi        |
|    | Italia (bandiera) | P     | Renato Rustico     |
|    | Italia (bandiera) | D     | Sergio Sacchi      |
|    | Italia (bandiera) | C     | Guglielmo Sartori  |
|    | Italia (bandiera) | P     | Paolo Timossi      |
|    | Italia (bandiera) | D     | Arbeno Vrech       |